# La Fàbrica Nova (Monistrol de Calders)
La Fàbrica Nova fou una fàbrica tèxtil del terme municipal de Monistrol de Calders, de la comarca del Moianès.
Està situada a tocar del poble, al seu sud-est, a prop de la Fassina del Solà. Construïda en una primera fase als anys vint del segle XX en terres de la parròquia, damunt del primer camp de futbol del poble, fou ampliada durant la primera meitat dels anys quaranta, i mantingué l'activitat fabril, sempre del tèxtil, fins al 2008, any en què tancà definitivament les portes. Actualment la nau de la fàbrica es lloga com a aparcament.